# Temporada 1966 de las Grandes Ligas de Béisbol
La Temporada 1966 de las Grandes Ligas de Béisbol los Braves jugaron su temporada inaugural en Atlanta, después de su reubicación de
Milwaukee. Tres equipos inauguraron estadios esta campaña. El 12 de abril, los Braves en el Atlanta Stadium contra los
Pittsburgh Pirates ganando 3-2 en 13 entradas. Una semana más tarde, el Anaheim Stadium abrió sus puertas con
California Angels perdiendo contra Chicago White Sox 3-1 en el debut en el Condado de Orange. El 8 de mayo,
St. Louis Cardinals cerró el Sportsman's Park con una derrota de 10-5 ante San Francisco Giants antes de abrir el nuevo Busch Memorial Stadium cuatro días después con una victoria de 4-3 en 12 entradas sobre los Braves
El Juego de las Estrellas fue disputado el 12 de julio en el Busch Memorial Stadium y fue ganado por la Liga Nacional con un marcador de 1-0 en 10 entradas.
La Serie Mundial se llevó a cabo entre el 5 al 9 de octubre finalizó cuando Baltimore Orioles derrotó en una barrida de 4 juegos a Los Angeles Dodgers.

## Premios y honores
- MVP
  - Frank Robinson, Baltimore Orioles (AL)
  - Roberto Clemente, Pittsburgh Pirates (NL)
- Premio Cy Young
  - Sandy Koufax, Los Angeles Dodgers (NL)
- Novato del año
  - Tommie Agee, Chicago White Sox (AL)
  - Tommy Helms, Cincinnati Reds (NL)

## Temporada Regular
| Liga Americana        | Liga Americana | Liga Americana | Liga Americana | Liga Americana | Liga Americana | Liga Americana |
| Equipo                | V              | D              | CTE            | JD             | LOCAL          | VISITA         |
| --------------------- | -------------- | -------------- | -------------- | -------------- | -------------- | -------------- |
| Baltimore Orioles     | 97             | 63             | 0.606          | -              | 48-31          | 49-32          |
| Minnesota Twins       | 89             | 73             | 0.549          | 9              | 49-32          | 40-41          |
| Detroit Tigers        | 88             | 74             | 0.543          | 10             | 42-39          | 46-35          |
| Chicago White Sox     | 83             | 79             | 0.512          | 15             | 45-36          | 38-43          |
| Cleveland Indians     | 81             | 81             | 0.500          | 17             | 41-40          | 40-41          |
| California Angels     | 80             | 82             | 0.494          | 18             | 42-39          | 38-43          |
| Kansas City Athletics | 74             | 86             | 0.463          | 23             | 42-39          | 32-47          |
| Washington Senators   | 71             | 88             | 0.447          | 25½            | 42-36          | 29-52          |
| Boston Red Sox        | 72             | 90             | 0.444          | 26             | 40-41          | 32-49          |
| New York Yankees      | 70             | 89             | 0.440          | 26½            | 35-46          | 35-43          |

| Liga Nacional         | Liga Nacional | Liga Nacional | Liga Nacional | Liga Nacional | Liga Nacional | Liga Nacional |
| Equipo                | V             | D             | CTE           | JD            | LOCAL         | VISITA        |
| --------------------- | ------------- | ------------- | ------------- | ------------- | ------------- | ------------- |
| Los Angeles Dodgers   | 95            | 67            | 0.586         | -             | 53-28         | 42-39         |
| San Francisco Giants  | 93            | 68            | 0.578         | 1½            | 47-34         | 46-34         |
| Pittsburgh Pirates    | 92            | 70            | 0.568         | 3             | 46-35         | 46-35         |
| Philadelphia Phillies | 87            | 75            | 0.537         | 8             | 48-33         | 39-42         |
| Atlanta Braves        | 85            | 77            | 0.525         | 10            | 43-38         | 42-39         |
| St. Louis Cardinals   | 83            | 79            | 0.512         | 12            | 43-38         | 40-41         |
| Cincinnati Reds       | 76            | 84            | 0.475         | 18            | 46-33         | 30-51         |
| Houston Astros        | 72            | 90            | 0.444         | 23            | 45-36         | 27-54         |
| New York Mets         | 66            | 95            | 0.410         | 28½           | 32-49         | 34-46         |
| Chicago Cubs          | 59            | 103           | 0.364         | 36            | 32-49         | 27-54         |

## Postemporada
AL Baltimore Orioles (4) vs. NL Los Angeles Dodgers (0)
|                                         |
| Campeón Baltimore Orioles Primer Título |

## Líderes de la liga

### Liga Americana
Líderes de Bateo 
| Categoría           | Jugador          | Equipo | Marca |
| ------------------- | ---------------- | ------ | ----- |
| Porcentaje de bateo | Frank Robinson   | BAL    | .316  |
| Cuadrangulares      | Frank Robinson   | BAL    | 49    |
| Carreras Impulsadas | Frank Robinson   | BAL    | 122   |
| Carreras Anotadas   | Carl Yastrzemski | BOS    | 122   |
| Hits                | Tony Oliva       | MIN    | 191   |
| Robo de Bases       | Bert Campaneris  | KCA    | 52    |

Líderes de Pitcheo 
| Categoría         | Jugador         | Equipo | Marca |
| ----------------- | --------------- | ------ | ----- |
| Victorias         | Jim Kaat        | MIN    | 25    |
| Derrotas          | Mel Stottlemyre | NYY    | 20    |
| ERA               | Gary Peters     | CHW    | 1.98  |
| Ponches           | Sam McDowell    | CLE    | 225   |
| Entradas Lanzadas | Jim Kaat        | MIN    | 304.2 |
| Juegos salvados   | Jack Aker       | KCA    | 32    |

### Liga Nacional
Líderes de Bateo 
| Categoría           | Jugador     | Equipo | Marca |
| ------------------- | ----------- | ------ | ----- |
| Porcentaje de bateo | Matty Alou  | PIT    | .342  |
| Cuadrangulares      | Hank Aaron  | ATL    | 44    |
| Carreras Impulsadas | Hank Aaron  | ATL    | 127   |
| Carreras Anotadas   | Felipe Alou | ATL    | 122   |
| Hits                | Felipe Alou | ATL    | 218   |
| Robo de Bases       | Lou Brock   | STL    | 74    |

Líderes de Pitcheo 
| Categoría         | Jugador        | Equipo | Marca |
| ----------------- | -------------- | ------ | ----- |
| Victorias         | Sandy Koufax   | LAD    | 27    |
| Derrotas          | Dick Ellsworth | CHC    | 22    |
| ERA               | Sandy Koufax   | LAD    | 1.73  |
| Ponches           | Sandy Koufax   | LAD    | 317   |
| Entradas Lanzadas | Sandy Koufax   | LAD    | 323   |
| Juegos salvados   | Phil Regan     | LAD    | 21    |